# Monika Hohlmeierová
Monika Hohlmeierová (nepřechýleně Monika Hohlmeier, rodným jménem Monika Strauß, * 2. července 1962 Mnichov) je německá politička za stranu CSU. V letech 1998–2005 byla bavorskou státní ministryní vyučování a kultury. Od roku 2009 je poslankyní Evropského parlamentu, kde působí od července roku 2019 jako předsedkyně Výboru pro rozpočtovou kontrolu.

## Životopis
Monika Hohlmeier je dcerou významného bavorského politika Franze Josefa Strauße. Jejími bratry jsou Max Strauß (* 1959) a Franz Georg Strauß (* 1961).
Po maturitě na Dantově gymnáziu v Mnichově v roce 1981 vystudovala o dva roky později obor obchodník v hotelových a restauračních službách. V letech 1985–1986 také navštěvovala Institut cizích jazyků v Mnichově. V roce 1982 se provdala za finančního kontrolora Michaela Hohlmeiera, s nímž má syna a dceru. Manželství ale nevydrželo a v listopadu 2013 podala se svým manželem žádost o rozvod.
Po smrti své matky Marianne Strauß v roce 1984 doprovázela Monika Hohlmeier svého otce, který tehdy působil jako bavorský premiér, při významných příležitostech až do jeho smrti v roce 1988. Od roku 1984 také působí jako místopředsedkyně nadační rady v nadaci Marianne Strauß Stiftung.

### Politické působení
Od počátku 90. let 20. století působila v řadě volených i stranických funkcích. V roce 1990 byla poprvé zvolená do Bavorského zemského sněmu. Postupně působila nejprve v letech 1993–1998 ve funkci státní sekretářky na Bavorském státním ministerstvu kultu a vyučování a dále pak v letech 1998–2005 tamtéž jako ministryně.
Od roku 2009 je poslankyní Evropského parlamentu, kam byla od té doby dvakrát znovu zvolena. Ve svém prvním volebním období byla členkou rozpočtového výboru Evropského parlamentu. Dále byla v letech 2009-2011 členkou zvláštního výboru pro finanční, hospodářskou a sociální krizi a v letech 2012–2013 členkou zvláštního výboru pro organizovanou trestnou činnost, korupci a praní peněz.
Členkou rozpočtového výboru zůstala Monika Hohlmeier i ve svém druhém volebním období (2014–2019). Od 21. března 2017 zastávala v tomto výboru až do konce volebního období funkci místopředsedkyně. Vedle toho byla stálou členkou výboru pro občanské svobody, spravedlnost a vnitřní věci.V letech 2017–2018 byla také členkou zvláštního výboru pro terorismus.
Ve svém třetím volebním období dosáhla postu předsedkyně kontrolního rozpočtového výboru Evropského parlamentu (CONT). Je také členkou konference předsedů výborů.

#### Inspekční mise v Česku v březnu roku 2020
Jako předsedkyně výboru CONT se na začátku března roku 2020 zúčastnila spolu s dalšími poslanci EP ze stejného výboru inspekční mise v Česku. Součástí mise byli i čeští poslanci Tomáš Zdechovský a Mikuláš Peksa a jejím úkolem bylo prověřit možný střet zájmů předsedy vlády Andreje Babiše. Mise dospěla k závěru, že Česko nemá jasně stanovená pravidla pro řešení situací, které by mohly být považované za střet zájmů. Babiš v reakci na výsledky mise Moniku Hohlmeierovou slovně napadl, když jí označil za pomatenou a oba české poslance nazval vlastizrádci. Poslankyně navíc musela dle svých slov čelit výhrůžkám, a to i před zahájením mise, když na konci února 2020 prohlásila v rozhovoru pro Český rozhlas, že jí od lidí chodily výhružné dopisy.